# The Three Godfathers
The Three Godfathers é um filme norte-americano de 1916, do gênero faroeste estrelado por Harry Carey. Foi refilmado em 1919 como Marked Men, que também estrelou Carey.

## Elenco

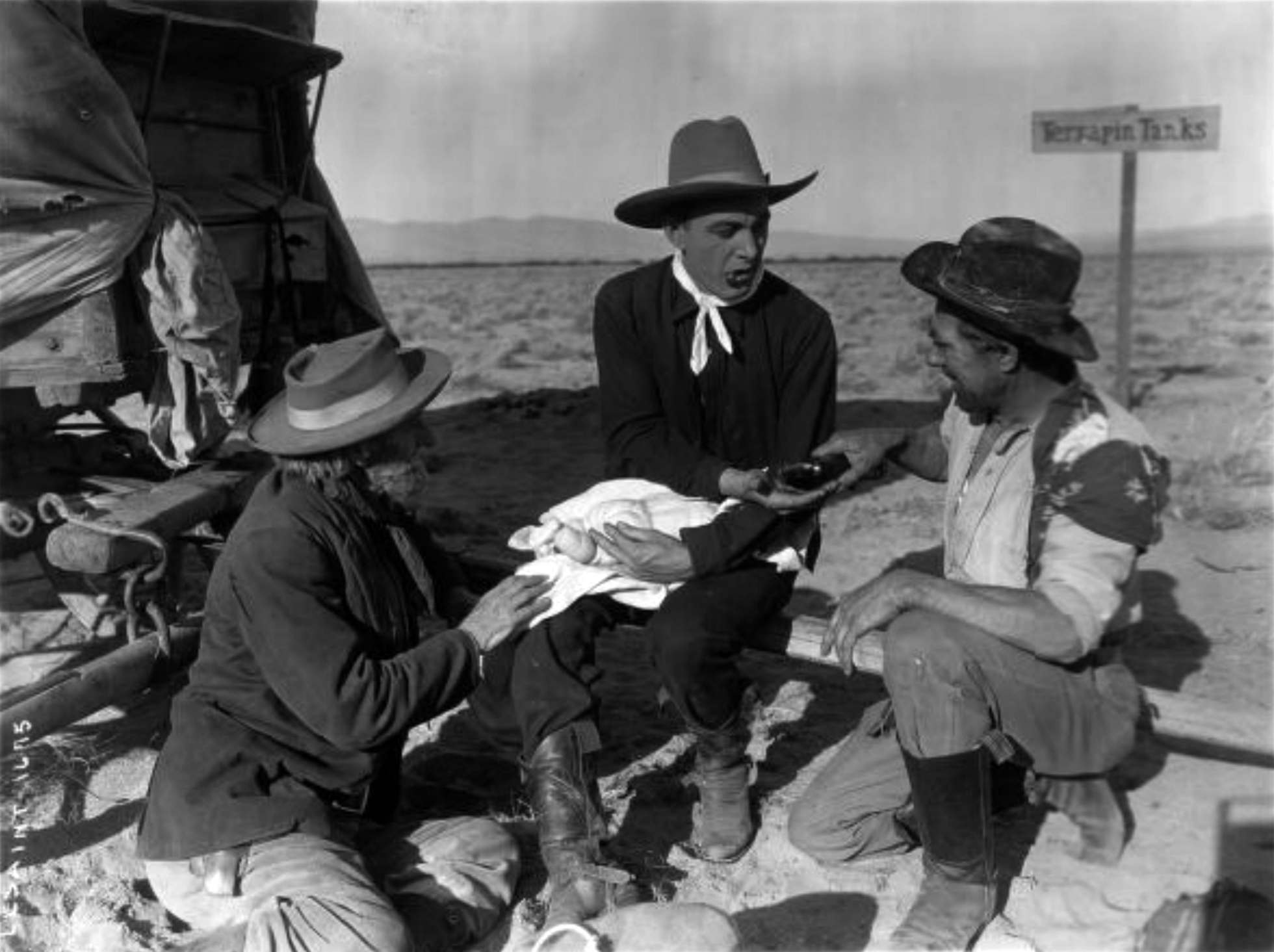
Cena do filme

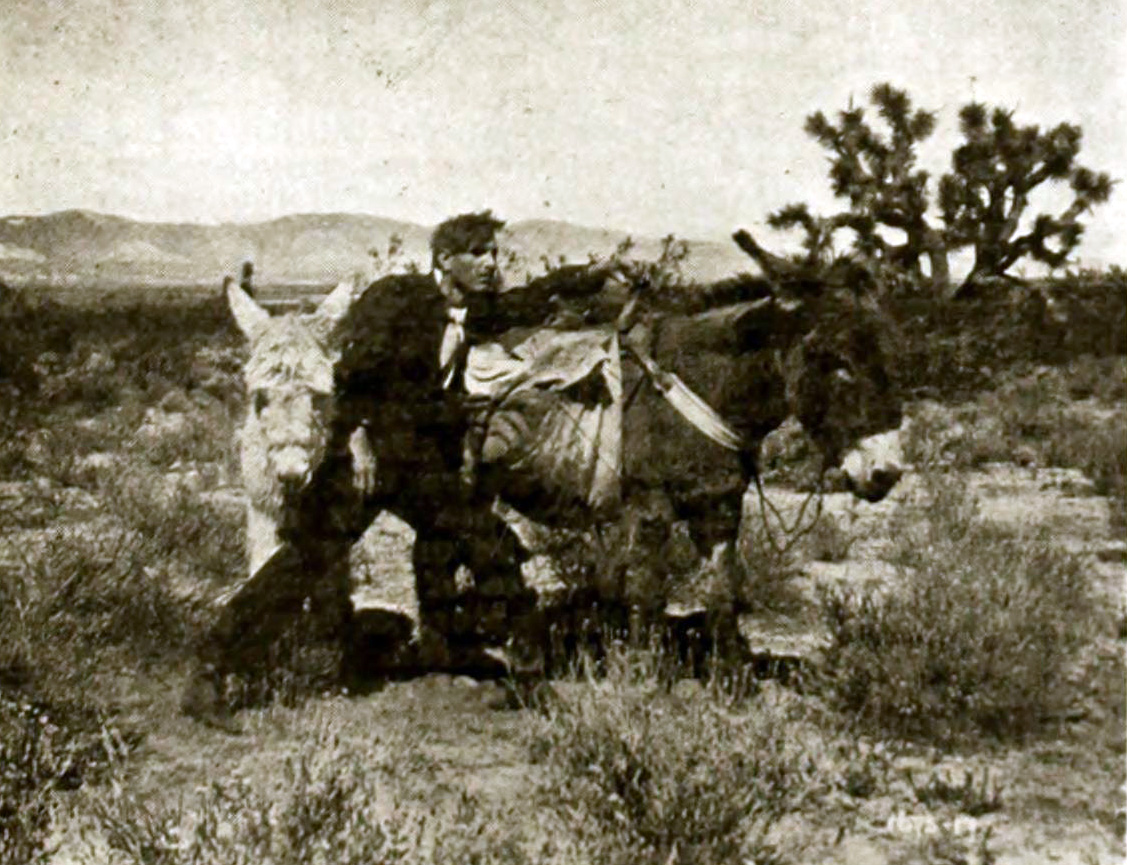
Cena do filme

- Stella LeSaint ... Ruby Merrill (como Stella Razeto)
- Harry Carey ... Bob Sangster
- George Berrell ... Tim Gibbons
- Joe Rickson ... Rusty Conners
- Jack Hoxie ... Sheriff Pete Cushing (como Hart Hoxie)
- Frank Lanning ... Bill Kearny
- J.F. Briscoe ... Johnny Pell (como Mr. Briscoe)